# Сільверстоун (автодром)
Автодром Сільверстоун (англ. Silverstone Circuit) — траса, розташована поблизу села Сільверстоун в графстві Нортгемптоншир, Велика Британія. Це найвідоміша британська автоспортивна траса, яка приймає Гран-Прі «Формула-1» з 1950 року (з найпершого чемпіонату «Формула-1») і до нашого часу. Також на автоспортивній споруді проводяться Міжнародний Трофей BRDC (BRDC International Trophy), донедавна одна з головних перегонів, що не входять у формулійний чемпіонат. Крім цього сюди кожного року приїжджає «формула 1 мотоспорту» — MotoGP та інші гоночні серії.

### Історія
Автодром Сільверстоун знаходиться в графствах Нортгемптоншир та Бакінгемшир, приблизно рівновіддалена від міст Мілтон-Кінз і Нортгемптон. Автодром побудований на основі військового аеродрому 1943 року (як і переважна частина інших трас у цій країні) для бомбардувальників Другої Світової війни Королівських Військово-повітряних сил Великої Британії у Сільверстоуні (RAF Сільверстоун). І саме три злітно-посадкові смуги аеродрому, в класичному форматі військового летовища, сьогодні лежать в межах траси.
Спочатку перегони на автодромі проводилися безпосередньо на злітних смугах, але потім було прийнято рішення з 1949 року використовувати для перегонів периметр летовища. На цьому варіанті траси пройшли Гран-Прі Великої Британії 1950 і 1951-х років. Після них стартову лінію перенесли від прямої Farm (Farm Straight) на її нинішнє розташування між поворотами Woodcote і Copse. В такому вигляді конфігурація автодрому проіснувала до 1975 року.
В 1975 році була збудована шикана в повороті Woodcote. До 1987 року проіснував цей варіант траси, коли змінили поворот Bridge, після чого траса стала найшвидшою в календарі чемпіонату світу Формула-1. На Гран-Прі Великої Британії 1985 року Кеке Росберг приїхав кваліфікаційне коло за 1'05,591 при середній швидкості 258,983 км/год. І знову це була найвища швидкість кола в чемпіонаті «Формула-1», допоки у 2002 році у кваліфікації Хуан-Пабло Монтоя приїхав коло у Монці із середньою швидкістю 259,828 км/год.
Для покращення безпеки і зниження швидкості перегонів на автодромі були проведені значні модернізаційні роботи перед змаганнями 1991 року. У результаті цих робіт Гран-Прі цього року стало одним із найкращих, де перемогу здобув Найджел Менселл.
В новому тисячолітті застаріла інфраструктура автодрому мало не призвела до перенесення національного Гран-Прі на трасу в Доннінгтоні (та там не впоралися вчасно із модернізаційними роботами), тож Великі Призи 2010 року знову провели на вже оновленому Сільверстоуні.
До 17 травня 2011 року на автодромі збудували новий комплекс боксів і паддоку, котрий назвали — «Крило», розташований між поворотами «Club» і «Abbey». Будівля мала довжину 380 метрів та три поверхи заввишки, а її вартість становила 37 млн. €. У березні 2015 року ураган Ніколас, який лютував у Європі, завдав значних збитків і «Крилу».

### Рекорди траси у Формулі-1
Рекорди траси в сучасній конфігурації:
- Боліди із двигунами V10
- Рекорд кола у кваліфікації — 1'18,233 (2004, Кімі Ряйкконен)
- Рекорд кола в гонці — 1'18,739 (2004, Міхаель Шумахер)
- Боліди із двигунами V8
- Рекорд кола у кваліфікації — 1'19,152 (2007, Фернандо Алонсо (McLaren)
- Рекорд кола в гонці — 1:20,638 (17 коло, 2007, Кімі Ряйкконен (Ferrari)

### Конфігурації
Конфігурація траси змінювалася 9 разів.

#### Назва поворотів і прямих
| Версія | Довжина, м | Гран-Прі                                                            | Рекорд кола в кваліфікації / в перегонах                          |
| ------ | ---------- | ------------------------------------------------------------------- | ----------------------------------------------------------------- |
| 1950   | 4 649,4    | 2 (1950, 1951)                                                      | 1'43,4 (1951, Ніно Фаріна) / 1'44,0 (1951, Ніно Фаріна)           |
| 1952   | 4 710,5    | 12 (1952—1954, 1956, 1958, 1960,1963, 1965, 1967, 1969, 1971, 1973) | 1'16,3 (1973, Ронні Петерсон) / 1'18,6 (1973, Джеймс Хант)        |
| 1975   | 4 718,6    | 6 (1975, 1977, 1979, 1981, 1983, 1985)                              | 1'05,591 (1985, Кеке Росберг) / 1'09,886 (1985, Алан Прост)       |
| 1987   | 4 778      | 4 (1987—1990)                                                       | 1'07,110 (1987, Нельсон Піке) / 1'09,832 (1987, Найджел Менселл)  |
| 1991   | 5 226      | 3 (1991—1993)                                                       | 1'18,965 (1992, Найджел Менселл) / 1'22,515 (1993, Деймон Хілл)   |
| 1994   | 5 057      | 2 (1994, 1995)                                                      | 1'24,960 (1994, Деймон Хілл) / 1'27,100 (1994, Деймон Хілл)       |
| 1996   | 5 072      | 1 (1996)                                                            | 1'26,875 (1996, Деймон Хілл) / 1'29,288 (1996, Жак Вільньов)      |
| 1997   | 5 140      | 3 (1997—1999)                                                       | 1'21,598 (1997, Жак Вільньов) / 1'24,475 (1997, Міхаель Шумахер)  |
| 2000   | 5 141      | 8 (2000—2007)                                                       | 1'18,233 (2004, Кімі Ряйконен) / 1'18,739 (2004, Міхаель Шумахер) |
| 2010   | 5 891      | 2 (2010—2011)                                                       | 1'29,615 (2010, Себастіан Феттель)                                |

Найменування поворотів на автодромі:
- Копс (Copse)
- Мегготтс (Maggotts)
- Бекеттс (Becketts)
- Чепел (Chapel)
- Пряма Хангар (Hangar)
- Стоув (Stowe)
- Пряма Вэйл (Vale)
- Клаб (Club)
- Эбби (Abbey)
- Пряма Фарм (Farm)
- Бридж (Bridge)
- Прайорі (Priory)
- Бруклендс (Brooklands)
- Лаффілд (Luffield)
- Вудкоут (Woodcote)

### Переможці Гран-Прі Великої Британії
| Рік   | №. | Пілот            | Виробник         | Звіт |
| ----- | -- | ---------------- | ---------------- | ---- |
| 2011  | 62 | Ф. Алонсо        | Ferrari          | —    |
| 2010  | 61 | М. Вебер         | Red Bull         | —    |
| 2009  | 60 | С. Феттель       | Red Bull         | —    |
| 2008  | 59 | Л. Хемілтон      | McLaren-Mercedes | —    |
| 2007  | 58 | К. Ряйконен      | Ferrari          | —    |
| 2006  | 57 | Ф. Алонсо        | Renault          | —    |
| 2005  | 56 | Х. П. Монтоя     | McLaren-Mercedes | —    |
| 2004  | 55 | М. Шумахер       | Ferrari          | —    |
| 2003  | 54 | Р. Баррікелло    | Ferrari          | —    |
| 2002  | 53 | М. Шумахер       | Ferrari          | —    |
| 2001  | 52 | М. Хаккінен      | McLaren-Mercedes | —    |
| 2000  | 51 | Д. Култхард      | McLaren-Mercedes | —    |
| 1999  | 50 | Д. Култхард      | McLaren-Mercedes | —    |
| 1998  | 49 | М. Шумахер       | Ferrari          | —    |
| 1997  | 48 | Ж. Вільньов      | Williams-Renault | —    |
| 1996  | 47 | Ж. Вільньов      | Williams-Renault | —    |
| 1995  | 46 | Д. Херберт       | Benetton-Renault | —    |
| 1994  | 45 | Д. Хілл          | Williams-Renault | —    |
| 1993  | 44 | А. Прост         | Williams-Renault | —    |
| 1992  | 43 | Н. Менсел        | Williams-Renault | —    |
| 1991  | 42 | Н. ММенсел       | Williams-Renault | —    |
| 1990  | 41 | А. Прост         | Ferrari          | —    |
| 1989  | 40 | А. Прост         | McLaren-Honda    | —    |
| 1988  | 39 | А. Сенна         | McLaren-Honda    | —    |
| 1987  | 38 | Н. Менсел        | Williams-Honda   | —    |
| 1985  | 36 | А. Прост         | McLaren-TAG      | —    |
| 1983  | 34 | А. Прост         | Renault          | —    |
| 1981  | 32 | Дж. Вотсон       | McLaren-Ford     | —    |
| 1979  | 30 | К. Регацционі    | Williams-Ford    | —    |
| 1977  | 28 | Дж. Хант         | McLaren-Ford     | —    |
| 1975  | 26 | Е. Фіттіпальді   | McLaren-Ford     | —    |
| 1973  | 24 | П. Ревсон        | McLaren-Ford     | —    |
| 1971  | 22 | Дж. Стюард       | Tyrrell-Ford     | —    |
| 1969  | 20 | Дж. Стюард       | Matra-Ford       | —    |
| 1967  | 18 | Дж. Кларк        | Lotus-Ford       | —    |
| 1965  | 16 | Дж. Кларк        | Lotus-Climax     | —    |
| 1963  | 14 | Дж. Кларк        | Lotus-Climax     | —    |
| 1960  | 11 | Дж. Бребем       | Cooper-Climax    | —    |
| 1958  | 9  | П. Коллінна      | Ferrari          | —    |
| 1956  | 7  | Х. М. Фанхіо     | Lancia-Ferrari   | —    |
| 1954  | 5  | Х. Ф. Гонсалез   | Ferrari          | —    |
| 1953  | 4  | А. Аскарі        | Ferrari          | —    |
| 1952  | 3  | А. Аскарі        | Ferrari          | —    |
| 1951  | 2  | Х. Ф. Гонсалез   | Ferrari          | —    |
| 1950  | 1  | Н. Фаріна        | Alfa Romeo       | —    |
| 1949* |    | Т. де Граффенрід | Maserati         | —    |
| 1948* |    | Л. Віллорезі     | Maserati         | —    |

- Перегони, які не входили в залік чемпіонату Формули-1.